# 新笹川トンネル
新笹川トンネル（しんささがわトンネル）は、富山県下新川郡朝日町を通る、富山県道103号田中横尾線のトンネルである。

## 概要
- 起点：富山県下新川郡朝日町笹川
- 終点：富山県下新川郡朝日町横尾
- 延長：430m[1]
- 高さ：4.5m[1]
- 幅員：9.75m（歩道2.0m含む）[1]
- 総工事費：約9億円[1]
- 施工者：大成建設、新栄建設、深松組共同企業体[2]

## 歴史
かつて朝日町の笹川地区と横尾地区は、1940年9月に竣工した笹川トンネル（笹川隧道、延長412m）によって結ばれていたが、老朽化や交通量増加、車の大型化に対応するため、現在のトンネルを1982年9月に着工、1983年4月15日に工事安全祈願祭が執り行われた。その際に横尾側の坑口は旧トンネルより約300m南に移設し、トンネルの規模も旧笹川トンネルの約2倍の規模としている。1986年3月31日に完成した。